# Bobbi Althoff
 (janvier 2024).
Pour les articles homonymes, voir Althoff.
Bobbi Althoff (née le 31 juillet 1997) est une youtubeuse américaine et célébrité d'internet connue pour ses interviews à succès avec des célébrités américaines tels que  Drake, Lil Yachty, Mark Cuban et d'autres.

## Biographie

### Jeunesse
Bobbi Althoff grandit dans une famille ouvrière,. Elle est l'avant-dernière d'une fratrie de six enfants. Après avoir obtenu son diplôme d'études secondaires en Californie du Sud, elle cherche du travail en tant que baby-sitter.

### Carrière
Bobbi Althoff commence à publier du contenu sur TikTok en 2021, en partageant l'évolution de sa grossesse,. Son premier TikTok, où elle danse avec une banane, atteint près de 2 millions de vues.
En 2023, elle crée un nouveau compte TikTok sur lequel sont publiées des vidéos comiques. En février 2023, elle annonce qu'elle a filmé le premier épisode pilote de son prochain podcast. Le podcast, intitulé The Really Good Podcast [Le Très Bon Podcast], débute en avril 2023.
En juillet 2023, Bobbi Althoff interviewe le rappeur Drake dans un épisode de The Really Good Podcast. Des extraits de l’interview deviennent très populaires sur TikTok,,. L'interview est, par la suite, supprimée de sa chaîne YouTube en août, ce qui suscite des rumeurs de dispute entre les deux,.
Parmi les autres célébrités qu'elle reçoit dans son podcast figurent Lil Yachty, Mark Cuban, Offset, Shaquille O'Neal et Rick Glassman,,.

### Vie privée
Bobbi Althoff était mariée à Cory Althoff, un programmeur qui travaille comme vice-président senior chez CompTIA selon son profil LinkedIn. Elle rencontre Cory sur Bumble. Ils ont deux filles, nées en décembre 2019 et juin 2022. Bobbi Althoff appelle ses filles Richard et Concrete [Béton en anglais] quand elle parle d'elles afin de préserver leurs anonymat,.
Bobbi Althoff annonce en août 2023 qu'elle souffre de dépression.